# Great Rift Valley
 "Rift Valley" omdirigeres hertil. For andre betydninger af Rift Valley, se Rift Valley (flertydig).
Great Rift Valley (på dansk: Riftdalen eller dansk/engelsk: Den Østafrikanske Great Rift Valley) er en del af et meget omfattende geografisk og geologisk system af en forkastningszone og geologiske sprækkedannelser, som strækker sig over næsten 6.000 km fra det nordlige Syrien gennem Jordan-dalen, Det Røde Hav og videre gennem Østafrika til den centrale del af Mozambique.
De geologiske processer, der har skabt de imponerende geografiske formationer, som præger området i dag, foregik for omkring 35 millioner år siden, da de tre involverede kontinentalplader langsomt bevægede sig væk fra hinanden under en proces, der strakte sig over flere millioner år. Herunder dannedes en række af de forsænkninger, kløfter og sprækker, der i dag udgør Great Rift Valley. Gravsænkningen varierer i bredde fra 30 til 100 km og i dybde fra få hundrede meter til flere tusinde meter.
Blandt Great Rift Valleys vulkankratere er Ngorongoro-calderaen verdens største ubrudte, ikke-oversvømmede caldera.